# Daisuke Arakawa
Pour les articles homonymes, voir Arakawa (homonymie).
Daisuke Arakawa (荒川 大輔, Arakawa Daisuke, né le 19 septembre 1981) est un athlète japonais, spécialiste du saut en longueur. Il mesure 1,79 m pour 73 kg. Il a réalisé 7,90 m en 2007 (à Osaka) et 8,09 m en 2008 à Kōbe. Son premier saut au-dessus de 8 m date de 2002 (9,06 m)

## Palmarès
- 11th IAAF World Championships in Athletics		14	q	7.62	0.80	Osaka	29/08/2007
- 22e Universiade		12	f	7.58	0.70	Daegu	28/08/2003
- IAAF/Coca Cola World Junior Championships		6	q	7.31	0.80	Santiago du Chili

## Meilleures performances
- 100 m :  10 s 51 (1,3 m/s) 2 Kyoto 12 avril 2003
- 200 m : 21 s 18 (1,2 m/s) 1 Osaka 3 juillet 2004
- Longueur : 8,06 m (1,9 m/s) 4 Shizuoka 3 mai 2002
- en 2007 : 7,90 m à Osaka le 29 juin.